# French Open 1975
Die 74. French Open 1975 waren ein Tennis-Sandplatzturnier der Klasse Grand Slam, das von der ILTF veranstaltet wurde. Es fand vom 2. bis 15. Juni 1975 in Roland Garros, Paris, Frankreich statt.
Titelverteidiger im Einzel waren Björn Borg bei den Herren sowie Chris Evert bei den Damen. Im Herrendoppel waren Dick Crealy und Onny Parun, im Damendoppel Chris Evert und Olga Morosowa und im Mixed Martina Navrátilová und Iván Molina die Titelverteidiger.

## Herreneinzel
Setzliste
| Nr. | Spieler         | Erreichte Runde |
| --- | --------------- | --------------- |
| 01. | Björn Borg      | Sieg            |
| 02. | Manuel Orantes  | 1. Runde        |
| 03. | Ilie Năstase    | 3. Runde        |
| 04. | Guillermo Vilas | Finale          |
| 05. | Roscoe Tanner   | 3. Runde        |
| 06. | John Alexander  | Achtelfinale    |
| 07. | Raúl Ramírez    | Viertelfinale   |
| 08. | Harold Solomon  | Viertelfinale   |

| Nr. | Spieler             | Erreichte Runde |
| --- | ------------------- | --------------- |
| 09. | Alexander Metreweli | 2. Runde        |
| 10. | Eddie Dibbs         | Halbfinale      |
| 11. | Jaime Fillol        | Achtelfinale    |
| 12. | François Jauffret   | Achtelfinale    |
| 13. | Brian Gottfried     | Achtelfinale    |
| 14. | Jan Kodeš           | Achtelfinale    |
| 15. | Stan Smith          | Achtelfinale    |
| 16. | Onny Parun          | Viertelfinale   |

## Dameneinzel
Setzliste
| Nr. | Spielerin           | Erreichte Runde |
| --- | ------------------- | --------------- |
| 01. | Chris Evert         | Sieg            |
| 02. | Martina Navrátilová | Finale          |
| 03. | Olga Morosowa       | Halbfinale      |
| 04. | Julie Heldman       | 1. Runde        |

| Nr. | Spielerin       | Erreichte Runde |
| --- | --------------- | --------------- |
| 05. | Helga Masthoff  | 2. Runde        |
| 06. | Janet Newberry  | Halbfinale      |
| 07. | Raquel Giscafre | Viertelfinale   |
| 08. | Gail Chanfreau  | 2. Runde        |

## Herrendoppel
Setzliste
| Nr. | Paarung                      | Erreichte Runde |
| --- | ---------------------------- | --------------- |
| 01. | Brian Gottfried Raúl Ramírez | Sieg            |
| 02. | Juan Gisbert Manuel Orantes  | Halbfinale      |
| 03. | John Alexander Phil Dent     | Finale          |
| 04. | Björn Borg Guillermo Vilas   | Halbfinale      |

## Damendoppel
Setzliste
Es ist weder auf der ITF-Seite noch auf der WTA-Seite ersichtlich wie sich die Setzliste zusammensetzte, da dort keine Angaben zu finden sind.

## Mixed
Setzliste
unbekannt